# Hugh Bradford Griffith
Hugh Bradford Griffith, kanadski letalski častnik, vojaški pilot in letalski as, * 20. marec 1893, Montreal, Quebec, † april 1974.
Stotnik Griffith je v svoji vojaški službi dosegel 5 zračnih zmag.

## Življenjepis
Med prvo svetovno vojno je bil sprva pripadnik Kraljevega letalskega korpusa, nato pa RAF.